# 劉克仁
劉克仁（1902年—1951年），字信齋。甘肅省西固縣城北街人，曾當選為行憲後第一屆國民大會代表。

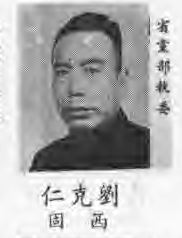
民國37年出版的《第一屆國民大會專輯》中的劉克仁肖像

## 經歷[1]
- 民國7年（1918年）畢業於西固縣立高等小學，後在蘭州一中就讀。[2]
- 民國21年（1932年）至民國30年（1941年）間，先後任西固縣立高等小學教導主任、校長、教育局長、科長、 縣教育會會長等職。
- 中國國民黨甘肅省黨部執委
- 民國36年（1947年）冬，參加國大代表甘肅省西固縣區域選舉當選。8日，國民革命軍第119軍247師圍攻西固縣縣城時，投該師並發表反共講演。
- 1949年11月1日，簽名參加西固縣長孫鐵峰組織的西固起事。
- 1951年，在鎮反中被殺害。